# Karl Heuser
Karl Heuser (* 13. März 1867 in Rodenberg; † 6. Juli 1942 in Hameln) war ein deutscher Konteradmiral der Kaiserlichen Marine.

## Leben
Karl Heuser, Sohn eines Advokaten und Bürgermeisters Rodenbergs, absolvierte das Gymnasium in Rinteln, trat am 16. April 1886 als Kadett in die Kaiserliche Marine ein und wurde am 12. April 1887 Seekadett. 1890 war er als Unterleutnant zur See (Ernennung nach RDA vom 28. Mai 1889) an der Marineschule. Am 5. September 1892 zum Leutnant zur See befördert, war er 1894 Kompanieoffizier der 1. Kompanie der III. Matrosenartillerie-Abteilung in Lehe. Von 1896 bis 1898 war er als Torpedooffizier auf der Kaiserin Augusta.
Als Kapitänleutnant (Beförderung am 10. April 1899) war er von November 1903 bis Januar 1904 in Vertretung Kommandant der Niobe. Anschließend war er bis 1908 als Ausbilder an der Marineschule. Am 10. Dezember 1904 wurde er Korvettenkapitän.
Von November 1908, ab 13. März 1909 als Fregattenkapitän, war er bis Februar 1910 Kommandant der Leipzig. Das Schiff hatte das Stationsgebiet des Ostasiatischen Kreuzergeschwaders. Anschließend war er bis zu zwischenzeitlichen Außerdienststellung Ende März 1910 Kommandant der Arcona. Am 19. November 1910 wurde er zum Kapitän zur See befördert.
Später wurde er mit der Indienststellung im August 1913 Kommandant der Prinzregent Luitpold, welche unter seinem Kommando bei der Skagerrakschlacht unbeschädigt blieb. Von März 1917 bis Mai 1918 Abteilungschef im Allgemeinem Marinedepartement im Reichsmarineamt (RMA) und wurde in dieser Position am 14. Oktober 1917 zum Konteradmiral befördert. Anschließend war er bis September 1919 Direktor des Nautischen Departements im RMA. Am 5. November 1919 wurde er aus der Marine verabschiedet.